# Edifici de la Bauhaus
L'Edifici de la Bauhaus és un edifici isolat a Dessau, construït entre 1923 i 1926 segons els plànols de Walter Gropius per a l'escola de disseny i d'arquitectura Bauhaus. Fou remodelat l'any 1976 i restaurat finalment entre el 1996 i el 2006.